# Abby in the Summer
Abby in the Summer es una película estadounidense de drama y romance de 2014, dirigida por Jimbo Lee, que a su vez la escribió, musicalizada por Kasiemba Okeyo, en la fotografía estuvo Mark Putnam y los protagonistas son Jaime Pressly, Robin Thicke y Tygh Runyan, entre otros. El filme fue realizado por New Artists Alliance, Three Cups y Caliber Media Company; se estrenó el 6 de mayo de 2014.

## Sinopsis
Una jefa de cocina demasiado trabajadora se cortó la mano, ahora no tiene otra alternativa que quedarse sin hacer nada todo el verano. Pasan los días, lidia con el aburrimiento con su esposo y a su vez se siente tentada por un exnovio.